# Namie Amuro World
NAMIE AMURO WORLD – wideo japońskiej piosenkarki Namie Amuro. Jest jej pierwszym wideo z występów na żywo. Zostało wydane 14 listopada 1996 roku, w wersji VHS jest limitowaną wersją sklepu Lawson. Wideo zostało ponownie wydane w 1999 roku pod innym tytułem: Amuro world ~chase the chance 19 memories~.

## Lista utworów
VHS
| Nr | Tytuł                                                                                           |
| -- | ----------------------------------------------------------------------------------------------- |
| 1. | Live Budokan (1996.5.6) (武道館ライブ)                                                          |
| 2. | SWEET 19 BLUES Album Release (1996.7.22) (アルバム「SWEET 19 BLUES」発売)                       |
| 3. | Triumph Live in Okinawa (1996.8.27&28) (沖縄での凱旋ライブ★)                                    |
| 4. | Chiba Marine Stadium live in Minimum Age (1996.8.31&9.1) (千葉マリンでの最少年スタジアムライブ) |
| 5. | Birthday in Jamaica, New York trip (1996.9.20) (ジャマイカでのバースデイ、ニューヨーク旅行★)    |